# António José de Almeida
António José de Almeida, född 27 juli 1866, död 31 oktober 1929, var en portugisisk statsman. Efter revolutionen 1910 utnämndes han till inrikesminister. Han var konseljpresident 1916–1917 och republikens president 1919–1923.

## Biografi
Almeidas föddes i Vale da Vinha, Penacova, son till handelsmannen José António de Almeida och Maria Rita das Neves Almeida. Han gick i grundskola i São Pedro de Alva och började 1880 i lyceum i Coimbra. Almeida studerade matematik och filosofi vid Coimbras universitet och tog sin medicine doktorsgrad den 30 juli 1895. År 1896 reser han till Angola och vidare till ön São Tomé i Guineabukten där han öppnar en klinik och behandlar tropiska sjukdomar. 1903 återvänder han till Portugal och vidare till Paris och fortsätter arbeta som läkare i tre år. Han återvände till Portugal 1906 och invaldes i parlamentet. Han återvände till Portugal 1906 och gifte sig med Maria Joana Perdigão Queiroga i december 1910.

### Politisk karriär

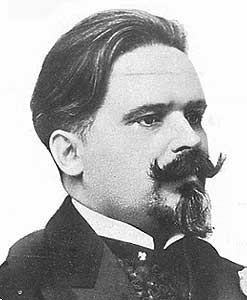
Antonio José de Almeida.

Under studieåren skrev han en samhällskritisk artikel i studenttidningen O Ultimatum. Den tolkades som en förolämpning mot monarkin, särskilt mot Karl I av Portugal. Han blev åtalad och dömdes till tre månaders fängelse och fick yrkesförbud i Portugal. 1896 gick han med i den republikanska rörelsen Carbonária och reste därefter till Angola.
Almeida valdes in i Portugals parlament i februari 1906. I november samma år uteslöts Republikanska partiet från deputeradekammaren. Året därpå blev Almeida frimurare i Montanha-logen. Den 28 januari 1908 arresterades han för försök till revolution. Den 1 februari mördades Kung Carlos och kronprinsen i centrala Lissabon.
Kungens yngste son utropades till kung Emanuel II av Portugal och en koalitionsregering införs. Republikanska partiet fick större handlingsutrymme. Almeida deltog i den republikanska kongressen 1909 och startade tidskriften Alma Nacional.
Den 5 oktober inträffade revolutionen i Portugal och Almeida blev inrikesminister i den provisoriska republikanska regeringen. 1912 lämnade han det republikanska partiet och bildade Evolutionistpartiet. Fyra år senare blev han konseljpresident för en koalitionsregering. 1919 valdes Almeida till Portugals president. Efter fyra år avböjde han omval på grund av sjukdom.

## Priser och utmärkelser
- 1889 – Barão de Castelo da Paiva-priset för bästa student vid medicinska institutionen.[7]

- Stora korset av Kristusorden, Portugal (16 oktober 1919)
- Stora korset av Avizorden, Portugal (16 oktober 1919)
- Stora korset av Jakobs Svärdsorden, Portugal (16 oktober 1919)

## Eftermäle
En staty av de Almeida står på Praça António José de Almeida i centrala Lissabon.